# 吴家润
吴家润（1979年4月11日—），出生于马来西亚霹雳州怡保，是马来西亚女艺人，身兼中文电台MY的节目主持人，电视節目主持人、活动主持人。

## 个人经历
吴家润于2004年加入开台时的八度空间，担任八度空间电视节目主持人。
2005年，与谢承伟主持八度空间第一档美食节目《好吃！》。
2012年加入ONE FM（现EIGHT FM）电台，与搭档叶朝明、Jane黄明慧担任早班节目《morning KAKI》节目主持人。
2014年11月，与叶朝明一起离职ONE FM,但吴家润继续以八度空间主持人身份继续主持。
2015年，吴家润加入MY FM。

## 电台主持
| 節目名稱                | 频道  | 時間                         | 主持人         |
| ----------------------- | ----- | ---------------------------- | -------------- |
| 《MY FM 行路有风》      | MY FM | 每逢星期一到星期五,4pm - 8pm | 吴家润 ,叶朝明 |
| 《MY 一首好听的广东歌》 | MY FM | 每逢星期日, 9am - 10am       | 吴家润         |